# Honrubia
Honrubia település Spanyolországban, Cuenca tartományban. Honrubia Alarcón községgel határos. Lakosainak száma 1542 fő (2024).

## Népesség
A település népessége az utóbbi években az alábbiak szerint változott:
| Lakosok száma | 1625 | 1650 | 1675 | 1780 | 1780 | 1719 | 1623 | 1566 | 1507 | 1542 |
|               | 2001 | 2004 | 2006 | 2009 | 2011 | 2014 | 2016 | 2019 | 2021 | 2024 |